# Титтони, Томмазо
Томма́зо Титто́ни (итал. Tommaso Tittoni; 16 ноября 1855, Рим — 7 февраля 1931, Рим) — итальянский политик, дипломат и государственный деятель. Возглавлял кабинет министров Италии с 12 по 28 марта 1905 года, всего 16 дней, установив тем самым рекорд по минимальному сроку нахождения во главе правительства Италии.

## Биография
С 1886 по 1897 год являлся депутатом парламента Италии.
С 1897 по 1901 год — префект в городах Перуджа и Неаполь.
В 1901 году стал сенатором по повелению императора Виктора Эммануила III.
В ноябре 1903 года занял пост министра иностранных дел в кабинете Джованни Джолитти. В марте 1905 года в течение двух недель занимал должность председателя Совета министров Италии. Затем вновь стал министром иностранных дел в кабмине Фортиса.
С февраля 1906 года работал в качестве посла в Великобритании.
С апреля 1910 по ноябрь 1916 года — посол Италии во Франции.
В 1919 году в третий раз занял должность министра иностранных дел Италии, на этот раз в правительстве Франческо Саверио Нитти.
На протяжении десятилетия — с 1 декабря 1919 года по 21 января 1929 года Томмазо Титтони — президент сената Италии.
Во внешней политике Италии Томмазо Титтони, сторонник сохранения основ Тройственного союза, стремился своим личным влиянием поддерживать дружественные отношения с германским и австрийским правительствами. Оказывал политическую поддержку Бенито Муссолини вплоть до самой смерти в 1931 году.